# 旧鐙屋
旧鐙屋（きゅうあぶみや）は、山形県酒田市にある酒田三十六人衆の一人・鐙屋惣左衛門の屋敷。国の史跡に指定。

## 概要
鐙屋は江戸時代から明治期にかけ、北前船交易において大廻船問屋などとして活躍し、その繁栄ぶりは井原西鶴の「日本永代蔵」にも紹介されるほどだった。
石置杉皮葺屋根の典型的な町家造りの屋敷は、1845年の大火後の再建と伝わり、内部は通り庭（土間）に面して十間余りの座敷と板の間が並んでいる。
1984年に国の史跡に指定。1986年に所有者であった鐙谷家から市が土地と建物を取得し、1987年から一般公開を始める。
1990年から1997年度に建物全体の改修を行うが、それから約20年が経過し屋根などの傷みも激しいため、耐震補強工事も併せて、行うことになった。この方針に基づき、2020年10月から5、6年の予定で休館する。

## アクセス
- JR酒田駅からバスまたは車で約5分
- 山形自動車道酒田中央ICから車で約10分
- 庄内空港から車で約20分